# Anton Çïçwlïn
Anton Çïçwlïn (Astana, 27 ottobre 1984) è un ex calciatore kazako, di ruolo attaccante.

## Palmarès

### Club

#### Competizioni nazionali
- Campionato kazako: 3

Astana: 2001, 2006
Aqtöbe: 2009
- Coppa del Kazakistan: 2

Astana: 2002, 2005
- Supercoppa del Kazakistan: 1

Aqtöbe: 2010